# Jajawar
Jajawar is een bestuurslaag in het regentschap Banjar van de provincie West-Java, Indonesië. Jajawar telt 2291 inwoners (volkstelling 2010).